# Список бригантин Российского императорского флота

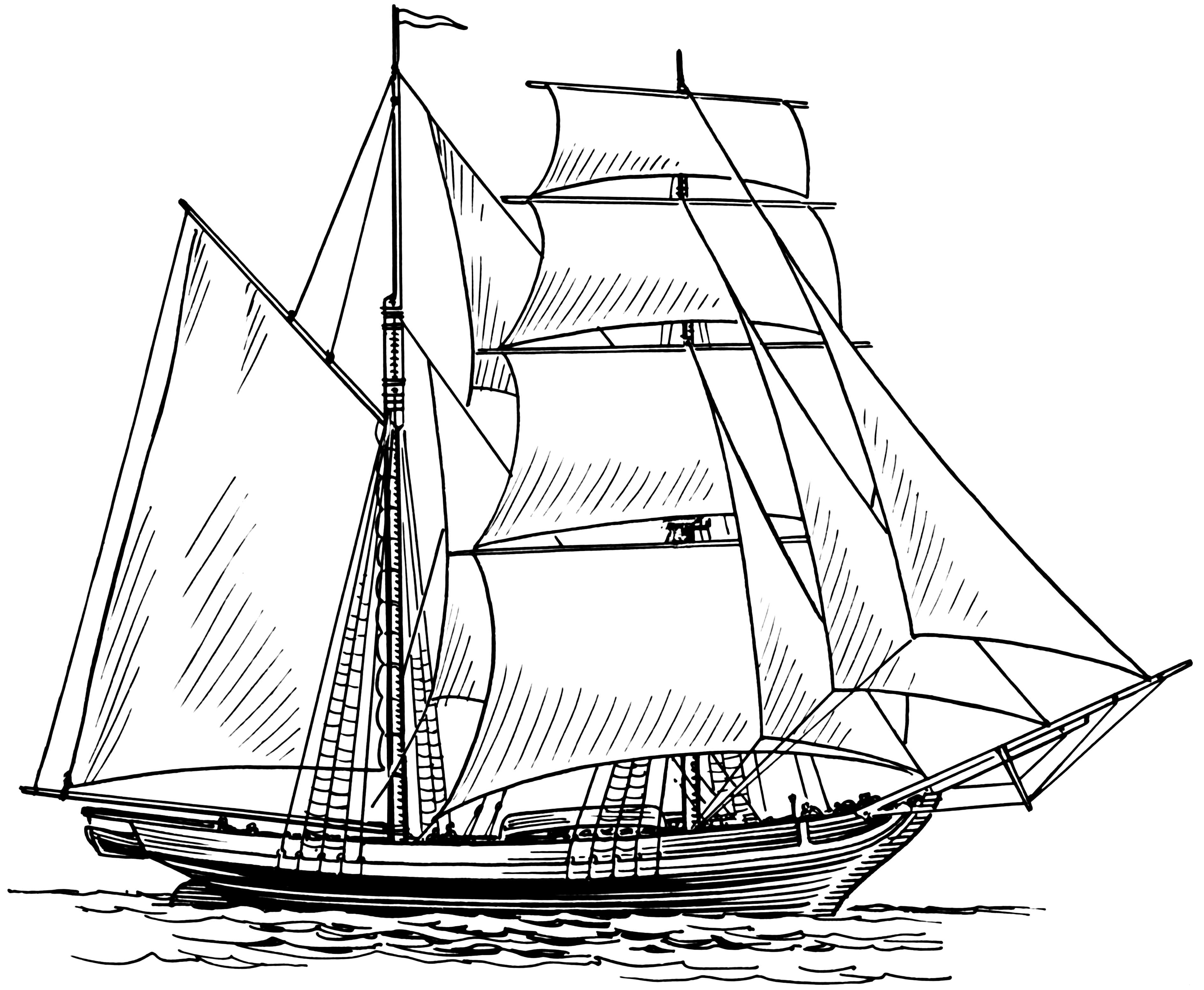
Парусная бригантина

В список включены все парусные бригантины, состоявшие на вооружении Российского императорского флота.
Бригантины (итал. brigante, итал. briganol — разбойник) представляли собой небольшие парусно-гребные и парусные суда, в XVI—XIX веках распространённые по всему миру — от Средиземного моря до Тихого океана. Фактически в разное время существовало два типа судов, называвшихся бригантинами: первые представляли собой небольшие галеры с латинским парусным вооружением, вторые — парусные суда со смешанным парусным вооружением — прямыми парусами на фок-мачта и косыми на грот-мачте, эти суда также могли быть оснащены вёслами.
В составе российского флота первые бригантины появились в конце XVII века в составе Азовского и Балтийского флотов и представляли собой небольшие галеры, оснащённые 8—12 парами вёсел и латинским парусным вооружением, из-за которого за ними закрепилось наименование «итальянских» бригантин. В 1704 году Петром I был разработан новый проект бригантин, который получил наименование «русских» и отличался от «итальянских» расположением гребцов. Эти бригантины использовались в составе гребного флота в шхерах и прибрежных районах по большей части в качестве грузовых, пассажирских и десантных судов. Появившиеся впоследствии парусные бригантины могли действовать не только в прибрежных районах и шхерах, но и в открытом море. Эти суда использовались в составе флота в качестве посыльных, крейсерских, грузовых и пассажирских судов, а также принимали участие в географических экспедициях.

## Легенда
Список судов разбит на разделы по флотам и флотилиям, внутри разделов суда представлены в порядке очерёдности включения их в состав флота, в рамках одного года — по алфавиту. Ссылки на источники информации для каждой строки таблиц списка и комментариев, приведённых к соответствующим строкам, сгруппированы и располагаются в столбце Примечания.
- Размер — длина и ширина судна в метрах.
- Осадка — осадка судна (глубина погружения в воду) в метрах.
- Численность экипажа — количество человек, входивших в состав экипажа.
- Место постройки — верфь постройки судна, место его приобретения или захвата, в случаях, когда верфь точно определить не удалось указывается город или место постройки.
- Корабельный мастер — фамилия мастера, построившего судно.
- Год включения в состав флота — для бригантин, построенных в России, указывается год их спуска на воду, для приобретенных или взятых в плен бригантин — год их покупки или захвата соответственно.
- История службы — основные места и события.
- н/д — нет данных.

Сортировка может проводиться по любому из выбранных столбцов таблиц, кроме столбцов История службы и Примечания.

## Бригантины Балтийского флота
В разделе приведены бригантины, входившие в состав Балтийского флота России.
| Наименование       | Ор. | Размер | Осадка | Эк. | Верфь | Мастер | Вх.  | Вых. | История службы | Прим.                     |
| ------------------ | --- | --- | --- | --- | --- | --- | ---- | ---- | --- | ------------------------- |
| 13 бригантин       | н/д | 20,6 × 6 | н/д | н/д | Олонецкая верфь | Я. Кол | 1704 | н/д  | Принимали участие в Северной войне 1700—1721 годов. | [ 2 ] [ 5 ] [ 6 ] [ 7 ]   |
| 44 бригантины      | н/д | 20,6 × 6 | н/д | н/д | Лужская верфь | X. Андреев | 1704 | н/д  | Принимали участие в Северной войне 1700—1721 годов. | [ 2 ] [ 5 ] [ 6 ]         |
| 24 бригантины      | н/д | 20,6 × 4,3 | н/д | н/д | Олонецкая верфь | Я. Кол | 1704 | н/д  | Принимали участие в Северной войне 1700—1721 годов. | [ 2 ] [ 5 ] [ 6 ]         |
| 10 бригантин       | н/д | 15,9 × 4,3 | н/д | н/д | Галерный двор | П. Михайлов | 1704 | н/д  | Принимали участие в Северной войне 1700—1721 годов. | [ 2 ] [ 6 ] [ 8 ] [ 9 ]   |
| 10 бригантин       | н/д | 15,9 × 4,3 | н/д | н/д | Олонецкая верфь | Р. Броун | 1708 | н/д  | Принимали участие в Северной войне 1700—1721 годов. | [ 2 ] [ 6 ] [ 10 ] [ 11 ] |
| 14 бригантин       | Сведений о вооружении и размерах бригантин не сохранилось                                                               | Сведений о вооружении и размерах бригантин не сохранилось                                                               | Сведений о вооружении и размерах бригантин не сохранилось                                                               | Сведений о вооружении и размерах бригантин не сохранилось                                                               | Лужская верфь | Ю. А. Русинов | 1712 | н/д  | Принимали участие в Северной войне 1700—1721 годов. | [ 6 ] [ 10 ] [ 12 ]       |
| Александра         | Сведений о вооружении и размерах бригантин не сохранилось                                                               | Сведений о вооружении и размерах бригантин не сохранилось                                                               | Сведений о вооружении и размерах бригантин не сохранилось                                                               | 60 | Сведений о месте и времени постройки бригантин, а также имён корабельных мастеров не сохранилось                        | Сведений о месте и времени постройки бригантин, а также имён корабельных мастеров не сохранилось                        | н/д  | н/д  | В 1710 году принимала участие в ледовом походе кораблей Балтийского флота от Кроншлота в Выборгу. В 1712 году также принимала участие в плавании флота к Выборгу.                                                                                                  | [ 13 ] [ 14 ]             |
| Баран              | Сведений о вооружении и размерах бригантин не сохранилось                                                               | Сведений о вооружении и размерах бригантин не сохранилось                                                               | Сведений о вооружении и размерах бригантин не сохранилось                                                               | 60 | Сведений о месте и времени постройки бригантин, а также имён корабельных мастеров не сохранилось                        | Сведений о месте и времени постройки бригантин, а также имён корабельных мастеров не сохранилось                        | н/д  | н/д  | В 1710 году принимала участие вледовом походе кораблей Балтийского флота от Кроншлота к Выборгу. В 1712 году также принимала участие в плавании флота к Выборгу.                                                                                                   | [ 13 ] [ 15 ]             |
| Бобр               | Сведений о вооружении и размерах бригантин не сохранилось                                                               | Сведений о вооружении и размерах бригантин не сохранилось                                                               | Сведений о вооружении и размерах бригантин не сохранилось                                                               | 60 | Сведений о месте и времени постройки бригантин, а также имён корабельных мастеров не сохранилось                        | Сведений о месте и времени постройки бригантин, а также имён корабельных мастеров не сохранилось                        | н/д  | н/д  | В 1710 году принимала участие в ледовом походе кораблей Балтийского флота от Кроншлота к Выборгу. В 1712 году также принимала участие в плавании от Кроншлота к Выборгу.                                                                                           | [ 13 ] [ 16 ]             |
| Вера               | Сведений о вооружении и размерах бригантин не сохранилось                                                               | Сведений о вооружении и размерах бригантин не сохранилось                                                               | Сведений о вооружении и размерах бригантин не сохранилось                                                               | 60 | Сведений о месте и времени постройки бригантин, а также имён корабельных мастеров не сохранилось                        | Сведений о месте и времени постройки бригантин, а также имён корабельных мастеров не сохранилось                        | н/д  | н/д  | В 1710 году принимала участие в ледовом походе кораблей Балтийского флота от Кроншлота к Выборгу. В 1712 году также принимала участие в плавании флота к Выборгу.                                                                                                  | [ 13 ] [ 14 ]             |
| Виктория           | Сведений о вооружении и размерах бригантин не сохранилось                                                               | Сведений о вооружении и размерах бригантин не сохранилось                                                               | Сведений о вооружении и размерах бригантин не сохранилось                                                               | 60 | Сведений о месте и времени постройки бригантин, а также имён корабельных мастеров не сохранилось                        | Сведений о месте и времени постройки бригантин, а также имён корабельных мастеров не сохранилось                        | н/д  | н/д  | В 1710 году принимала участие в ледовом походе кораблей Балтийского флота от Кроншлота к Выборгу. В 1712 году также принимала участие в плавании флота к Выборгу.                                                                                                  | [ 13 ] [ 17 ]             |
| Конь               | Сведений о вооружении и размерах бригантин не сохранилось                                                               | Сведений о вооружении и размерах бригантин не сохранилось                                                               | Сведений о вооружении и размерах бригантин не сохранилось                                                               | 60 | Сведений о месте и времени постройки бригантин, а также имён корабельных мастеров не сохранилось                        | Сведений о месте и времени постройки бригантин, а также имён корабельных мастеров не сохранилось                        | н/д  | н/д  | В 1710 году принимала участие в ледовом походе кораблей Балтийского флота от Кроншлота к Выборгу. В 1712 году также принимала участие в плавании флота к Выборгу.                                                                                                  | [ 13 ] [ 18 ]             |
| Кошка              | Сведений о вооружении и размерах бригантин не сохранилось                                                               | Сведений о вооружении и размерах бригантин не сохранилось                                                               | Сведений о вооружении и размерах бригантин не сохранилось                                                               | 60 | Сведений о месте и времени постройки бригантин, а также имён корабельных мастеров не сохранилось                        | Сведений о месте и времени постройки бригантин, а также имён корабельных мастеров не сохранилось                        | н/д  | н/д  | В 1710 году принимала участие в ледовом походе кораблей Балтийского флота от Кроншлота к Выборгу. В 1712 году также принимала участие в плавании флота к Выборгу.                                                                                                  | [ 13 ] [ 19 ]             |
| Любовь             | Сведений о вооружении и размерах бригантин не сохранилось                                                               | Сведений о вооружении и размерах бригантин не сохранилось                                                               | Сведений о вооружении и размерах бригантин не сохранилось                                                               | 60 | Сведений о месте и времени постройки бригантин, а также имён корабельных мастеров не сохранилось                        | Сведений о месте и времени постройки бригантин, а также имён корабельных мастеров не сохранилось                        | н/д  | н/д  | В 1710 году принимала участие в ледовом походе кораблей Балтийского флота от Кроншлота к Выборгу. В 1712 году также принимала участие в плавании флота к Выборгу.                                                                                                  | [ 13 ] [ 20 ]             |
| Нерп               | Сведений о вооружении и размерах бригантин не сохранилось                                                               | Сведений о вооружении и размерах бригантин не сохранилось                                                               | Сведений о вооружении и размерах бригантин не сохранилось                                                               | 60 | Сведений о месте и времени постройки бригантин, а также имён корабельных мастеров не сохранилось                        | Сведений о месте и времени постройки бригантин, а также имён корабельных мастеров не сохранилось                        | н/д  | н/д  | В 1710 году принимала участие в ледовом походе кораблей Балтийского флота от Кроншлота к Выборгу. В кампанию 1712 года находилась в составе флота. | [ 13 ] [ 21 ]             |
| Обезьяна           | Сведений о вооружении и размерах бригантин не сохранилось                                                               | Сведений о вооружении и размерах бригантин не сохранилось                                                               | Сведений о вооружении и размерах бригантин не сохранилось                                                               | 60 | Сведений о месте и времени постройки бригантин, а также имён корабельных мастеров не сохранилось                        | Сведений о месте и времени постройки бригантин, а также имён корабельных мастеров не сохранилось                        | н/д  | н/д  | В 1710 году принимала участие в ледовом походе кораблей Балтийского флота от Кроншлота к Выборгу. В 1712 году также принимала участие в плавании флота к Выборгу.                                                                                                  | [ 13 ] [ 22 ]             |
| Окунь              | Сведений о вооружении и размерах бригантин не сохранилось                                                               | Сведений о вооружении и размерах бригантин не сохранилось                                                               | Сведений о вооружении и размерах бригантин не сохранилось                                                               | 60 | Сведений о месте и времени постройки бригантин, а также имён корабельных мастеров не сохранилось                        | Сведений о месте и времени постройки бригантин, а также имён корабельных мастеров не сохранилось                        | н/д  | н/д  | В 1710 году принимала участие в ледовом походе кораблей Балтийского флота от Кроншлота к Выборгу. В 1712 году также принимала участие в плавании флота к Выборгу.                                                                                                  | [ 13 ] [ 23 ]             |
| Олень              | Сведений о вооружении и размерах бригантин не сохранилось                                                               | Сведений о вооружении и размерах бригантин не сохранилось                                                               | Сведений о вооружении и размерах бригантин не сохранилось                                                               | 60 | Сведений о месте и времени постройки бригантин, а также имён корабельных мастеров не сохранилось                        | Сведений о месте и времени постройки бригантин, а также имён корабельных мастеров не сохранилось                        | н/д  | н/д  | В 1710 году принимала участие в ледовом походе кораблей Балтийского флота от Кроншлота к Выборгу. | [ 13 ]                    |
| Петух              | Сведений о вооружении и размерах бригантин не сохранилось                                                               | Сведений о вооружении и размерах бригантин не сохранилось                                                               | Сведений о вооружении и размерах бригантин не сохранилось                                                               | 60 | Сведений о месте и времени постройки бригантин, а также имён корабельных мастеров не сохранилось                        | Сведений о месте и времени постройки бригантин, а также имён корабельных мастеров не сохранилось                        | н/д  | н/д  | В 1710 году принимала участие в ледовом походе кораблей Балтийского флота от Кроншлота к Выборгу. | [ 13 ]                    |
| Рысь               | Сведений о вооружении и размерах бригантин не сохранилось                                                               | Сведений о вооружении и размерах бригантин не сохранилось                                                               | Сведений о вооружении и размерах бригантин не сохранилось                                                               | 60 | Сведений о месте и времени постройки бригантин, а также имён корабельных мастеров не сохранилось                        | Сведений о месте и времени постройки бригантин, а также имён корабельных мастеров не сохранилось                        | н/д  | н/д  | В 1710 году принимала участие в ледовом походе кораблей Балтийского флота от Кроншлота к Выборгу. В 1712 году также принимала участие в плавании флота к Выборгу.                                                                                                  | [ 13 ] [ 24 ]             |
| Сельдь             | Сведений о вооружении и размерах бригантин не сохранилось                                                               | Сведений о вооружении и размерах бригантин не сохранилось                                                               | Сведений о вооружении и размерах бригантин не сохранилось                                                               | 60 | Сведений о месте и времени постройки бригантин, а также имён корабельных мастеров не сохранилось                        | Сведений о месте и времени постройки бригантин, а также имён корабельных мастеров не сохранилось                        | н/д  | н/д  | В 1710 году принимала участие в ледовом походе кораблей Балтийского флота от Кроншлота к Выборгу. В кампанию 1712 года находилась в составе флота. | [ 13 ] [ 25 ]             |
| Собака             | Сведений о вооружении и размерах бригантин не сохранилось                                                               | Сведений о вооружении и размерах бригантин не сохранилось                                                               | Сведений о вооружении и размерах бригантин не сохранилось                                                               | 60 | Сведений о месте и времени постройки бригантин, а также имён корабельных мастеров не сохранилось                        | Сведений о месте и времени постройки бригантин, а также имён корабельных мастеров не сохранилось                        | н/д  | н/д  | В 1710 году принимала участие в ледовом походе кораблей Балтийского флота от Кроншлота к Выборгу. В 1712 году находилась с флотом у Красной Горки. | [ 13 ] [ 26 ]             |
| Щука               | Сведений о вооружении и размерах бригантин не сохранилось                                                               | Сведений о вооружении и размерах бригантин не сохранилось                                                               | Сведений о вооружении и размерах бригантин не сохранилось                                                               | 60 | Сведений о месте и времени постройки бригантин, а также имён корабельных мастеров не сохранилось                        | Сведений о месте и времени постройки бригантин, а также имён корабельных мастеров не сохранилось                        | н/д  | н/д  | В 1710 году принимала участие в ледовом походе кораблей Балтийского флота от Кроншлота к Выборгу. В 1712 году также принимала участие в плавании флота к Выборгу.                                                                                                  | [ 13 ] [ 27 ]             |
| 20 бригантин       | н/д | 18,3 × 4,6 | 1,4 | н/д | Ижорская верфь | О. Най | 1713 | н/д  | Принимали участие в Северной войне 1700—1721 годов. | [ 2 ] [ 6 ] [ 10 ] [ 28 ] |
| 6 бригантин        | Сведений о вооружении и размерах бригантин не сохранилось                                                               | Сведений о вооружении и размерах бригантин не сохранилось                                                               | Сведений о вооружении и размерах бригантин не сохранилось                                                               | Сведений о вооружении и размерах бригантин не сохранилось                                                               | Лужская верфь | Сведений о корабельных мастерах, построивших суда, не сохранилось.                                                      | 1713 | н/д  | Принимали участие в Северной войне 1700—1721 годов. | [ 6 ] [ 10 ] [ 12 ]       |
| 2 малые бригантины | Сведений о вооружении и размерах бригантин не сохранилось                                                               | Сведений о вооружении и размерах бригантин не сохранилось                                                               | Сведений о вооружении и размерах бригантин не сохранилось                                                               | Сведений о вооружении и размерах бригантин не сохранилось                                                               | Санкт-Петербург | Сведений о корабельных мастерах, построивших суда, не сохранилось.                                                      | 1715 | н/д  | Принимали участие в Северной войне 1700—1721 годов. | [ 6 ] [ 10 ] [ 12 ]       |
| Без названия       | н/д | 21,4 × 4,6 | 1,6 | н/д | Санкт-Петербург | И. В. Ямес | 1767 | н/д  | Сведений о плаваниях не сохранилось. 11 (22) июля 1771 года сгорела от удара молнии в гребном порту Санкт-Петербурга. | [ 6 ] [ 10 ] [ 29 ]       |
| № 1                | 18 | 21,4 × 4,6 | 1,6 | н/д | Олонецкая верфь | И. И. Афанасьев | 1772 | 1790 | Принимали участие русско-шведской войне 1788—1790 годов. По окончании службы были разобраны. | [ 6 ] [ 10 ] [ 29 ]       |
| Славолюбивая       | 18 | 21,4 × 4,6 | 1,6 | н/д | Олонецкая верфь | И. И. Афанасьев | 1772 | 1791 | Принимали участие русско-шведской войне 1788—1790 годов. По окончании службы были разобраны. | [ 6 ] [ 10 ] [ 29 ]       |
| Вахмейстер         | 16 | 30,5 × 6,7 | 2,3 | н/д | Галерная гавань Санкт-Петербурга                                                                                        | М. Д. Портнов | 1773 | 1792 | Подверглась тимберовке в 1781 году. Принимала участие в русско-шведской войне 1788—1790 годов. | [ 6 ] [ 10 ] [ 29 ]       |
| Святой Пётр        | Сведений о вооружении, размерах и месте постройки бригантин, а также корабельных мастерах их построивших не сохранилось | Сведений о вооружении, размерах и месте постройки бригантин, а также корабельных мастерах их построивших не сохранилось | Сведений о вооружении, размерах и месте постройки бригантин, а также корабельных мастерах их построивших не сохранилось | Сведений о вооружении, размерах и месте постройки бригантин, а также корабельных мастерах их построивших не сохранилось | Сведений о вооружении, размерах и месте постройки бригантин, а также корабельных мастерах их построивших не сохранилось | Сведений о вооружении, размерах и месте постройки бригантин, а также корабельных мастерах их построивших не сохранилось | 1787 | н/д  | Приобреталась для несостоявшегося похода С. К. Грейга в Средиземное море. Принимала участите в русско-шведской войне 1788—1790 годов. В 1788 года использовалась в качестве посыльного судна при эскадре С. К. Грейга, в том числе во время Гогландского сражения. | [ 30 ] [ 31 ]             |
| Чижик              | Сведений о вооружении, размерах и месте постройки бригантин, а также корабельных мастерах их построивших не сохранилось | Сведений о вооружении, размерах и месте постройки бригантин, а также корабельных мастерах их построивших не сохранилось | Сведений о вооружении, размерах и месте постройки бригантин, а также корабельных мастерах их построивших не сохранилось | Сведений о вооружении, размерах и месте постройки бригантин, а также корабельных мастерах их построивших не сохранилось | Сведений о вооружении, размерах и месте постройки бригантин, а также корабельных мастерах их построивших не сохранилось | Сведений о вооружении, размерах и месте постройки бригантин, а также корабельных мастерах их построивших не сохранилось | н/д  | 1792 | Сведений о плаваниях не сохранилось. Разобраны в Галерном порту. | [ 6 ]                     |
| Щеглёнок           | Сведений о вооружении, размерах и месте постройки бригантин, а также корабельных мастерах их построивших не сохранилось | Сведений о вооружении, размерах и месте постройки бригантин, а также корабельных мастерах их построивших не сохранилось | Сведений о вооружении, размерах и месте постройки бригантин, а также корабельных мастерах их построивших не сохранилось | Сведений о вооружении, размерах и месте постройки бригантин, а также корабельных мастерах их построивших не сохранилось | Сведений о вооружении, размерах и месте постройки бригантин, а также корабельных мастерах их построивших не сохранилось | Сведений о вооружении, размерах и месте постройки бригантин, а также корабельных мастерах их построивших не сохранилось | н/д  | 1792 | Сведений о плаваниях не сохранилось. Разобраны в Галерном порту. | [ 6 ]                     |

Помимо судов приведённых в таблице, в литературе также упоминается захваченная в 1719 году шведская бригантина «Бернгардус». Это судно несло службу в составе Балтийского флота России до 1747 года в качестве шнявы «Вестеншлюп».

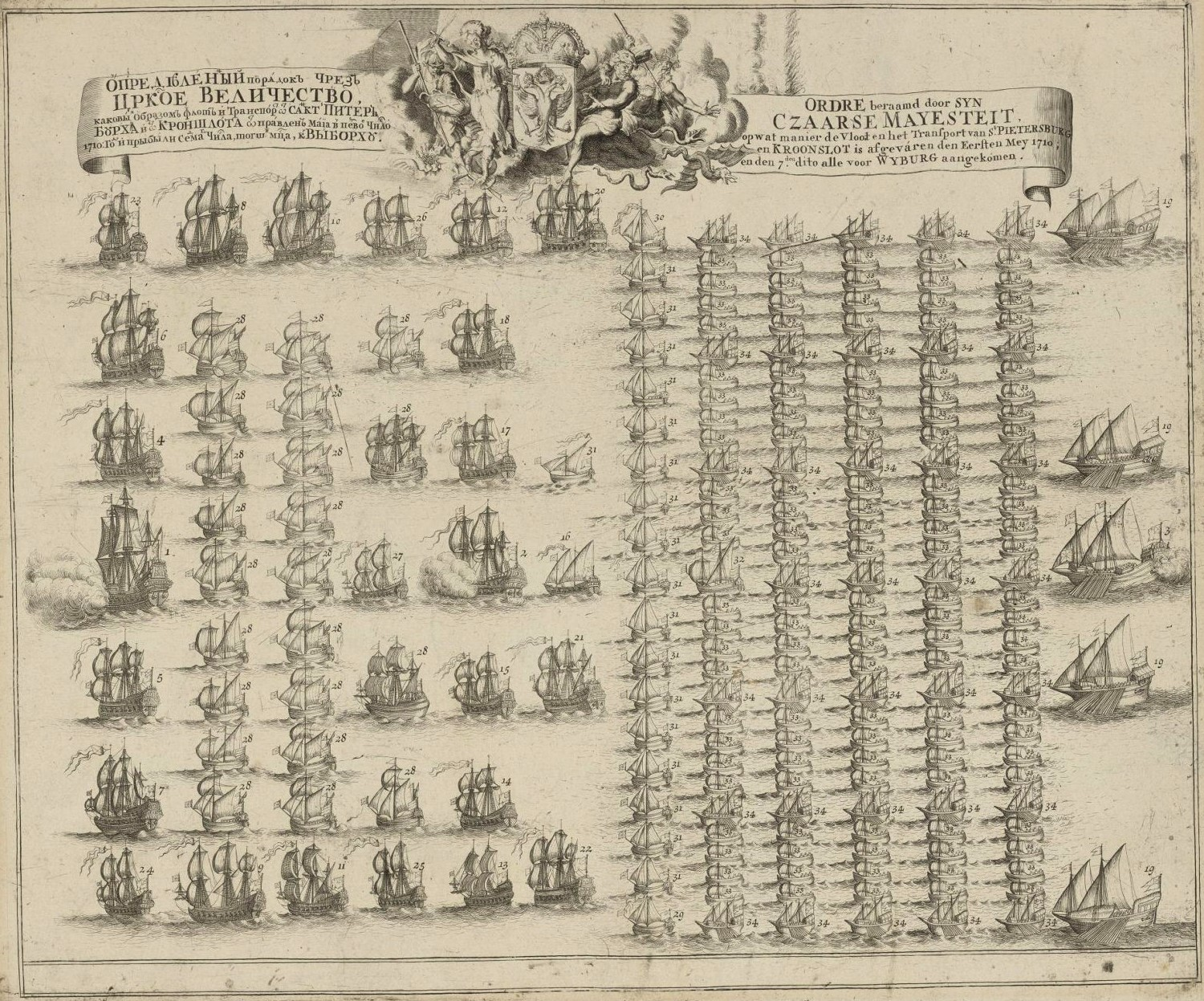
Порядок построения Балтийского флота во время похода к Выборгу
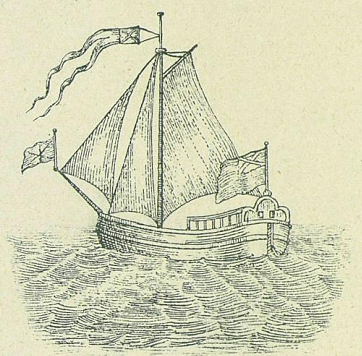
Бригантина русского типа

## Бригантины Черноморского флота
В разделе приведены бригантины, входившие в состав Черноморского флота России.
| Наименование              | Ор. | Размер | Осадка | Место постройки | Мастер | Вх.  | Вых. | История службы | Прим.                                                           |
| ------------------------- | --- | --- | --- | --- | --- | ---- | ---- | --- | --------------------------------------------------------------- |
| Без названия              | 8 | 21 × 6,2 | 2,3 | на Днепре | Сведений о корабельном мастере, построившем судно, не сохранилось.                                                      | 1788 | н/д  | Сведений о плаваниях не сохранилось. | [ 35 ]                                                          |
| Архип                     | 6 | 22 × 5,6 | 2,8 | Захвачена у турецкого флота у Очакова.                                                                                  | Захвачена у турецкого флота у Очакова.                                                                                  | 1788 | н/д  | В 1793 и 1794 годах совершала плавания между Очаковом и Константинополем, а в 1795, 1796 и 1798 годах — между Николаевом и Одессой. В 1800 году, а также с 1802 по 1804 год несла брандвахтенную службу у Глубокой Пристани и в Херсоне. | [ 36 ] [ 37 ] [ 38 ] [ 39 ] [ 40 ] [ 41 ]                       |
| Павел                     | 6 | 25,2 × 6,9 | 2,9 | Смелянская верфь | Беляев | 1788 | н/д  | С 1792 по 1795 год, а также в 1797 году выходила в практические плавания в Днепровский лиман и Чёрное море в составе гребной флотилии. В 1796 году совершила плавание в Константинополь. В 1798 и 1799 годах ходила между портами Чёрного моря, а в 1799 году также несла брандвахтенную службу в Галаце. В 1804 году находилась в Николаеве. | [ 29 ] [ 35 ] [ 42 ] [ 43 ] [ 44 ] [ 45 ]                       |
| Пётр                      | 6 | 24,7 × 6,9 | 2,6 | Смелянская верфь | Беляев | 1788 | 1804 | С 1792 по 1795 год выходила в практические плавания в Днепровский лиман и Чёрное море в составе гребной флотилии, а также ходила в Константинополь. С 1796 по 1998 год совершала плавания между портами Чёрного моря. Принимала участие в войне с Францией 1798—1800 годов, доставляла войска из Одессы в Корфу. В 1801 году несла брандвахтенную службу у Очакова, а в 1802 году — у Глубокой Пристани. В 1803 году совершила плавание из Одессы в Константинополь и обратно, после чего выходила в крейсерство в Чёрное море. По окончании службы разобрана в Николаеве.                                                 | [ 35 ] [ 42 ] [ 46 ] [ 47 ] [ 48 ] [ 49 ]                       |
| Иосиф                     | 8 | 21,4 × 6,7 | 3,1 | на Днепре | Беляев | 1788 | н/д  | В 1796 и 1798 годах несла брандвахтенную службу на Одесском рейде. Принимала участие в войне с Францией 1798—1800 годов, в том числе в доставке войск из Одессы в Корфу. В 1801 и 1802 годах выходила в плавания в Азовское море и занимала брандвахтенный пост в Керчи. С 1803 по 1805 год несла брандвахтенную службу в Севастополе. В 1805 году также совершала плавания между Николаевом и Севастополем, а в 1806 году — между Николаевом и Одессой. | [ 35 ] [ 46 ] [ 50 ] [ 51 ] [ 52 ]                              |
| Николай                   | 8 | 21,4 × 6,7 | 3,1 | на Днепре | Беляев | 1788 | н/д  | Ежегодно с 1794 по 1797 и в 1799 году выходила в практические плавания в Днепровский лиман и Чёрное море в составе гребной флотилии. В 1796 году совершила плавание в Константинополь, после чего несла брандвахтенную службу в Очакове. С 1800 по 1802 год состояла на грузовых перевозках между портами Чёрного моря. | [ 35 ] [ 46 ] [ 50 ] [ 53 ] [ 54 ] [ 55 ]                       |
| Прокофий                  | 8 | 21 × 6,1 | 2,4 | на Днепре | Сведений о корабельном мастере, построившем судно, не сохранилось.                                                      | 1788 | н/д  | С 1791 по 1794 год состояла при Николаевском порте, в 1794 году также ходила в Одессу. В 1795 году выходила в плавания в Чёрное море, после чего несла брандвахтенную службу в Одессе. | [ 35 ] [ 42 ] [ 46 ] [ 56 ] [ 57 ] [ 58 ]                       |
| Тимофей                   | Сведений о вооружении и размерах бригантины не сохранилось                                                              | Сведений о вооружении и размерах бригантины не сохранилось                                                              | Сведений о вооружении и размерах бригантины не сохранилось                                                              | Захвачена у турецкого флота у Очакова.                                                                                  | Захвачена у турецкого флота у Очакова.                                                                                  | 1788 | н/д  | С 1793 по 1795 год использовалась для грузовых перевозок между портами Чёрного моря. В 1796 году стояла в Таганроге, а в 1797 году ходила между Николаевом и Севастополем. В 1798 году несла брандвахтенную службу в Галаце. В 1802 и 1803 годах несла службу в Николаевском порте. | [ 36 ] [ 38 ] [ 59 ] [ 60 ] [ 61 ] [ 62 ]                       |
| Фома                      | 8 | 21 × 6,4 | 2,4 | на Днепре | Беляев | 1788 | 1812 | В 1793 году выходила в практические плавания в Чёрное море. В 1795 и 1798 годах несла брандвахтенную и карантинную службу у Очакова, а в 1796, 1797 и с 1802 по 1811 год — брандвахтенную службу в Евпатории. В 1799 году выходила в плавания в Чёрное море, а в 1800 году — в плавание по средиземноморским портам. Принимала участие в русско-турецкой войне 1806—1812 годов, в том числе в транспортировке орудий. 30 марта (11 апреля) 1812 года по пути из Севастополя в Евпаторию в шторм была выброшена на берег в районе Солёного озёра и разбилась.                                                               | [ 35 ] [ 42 ] [ 46 ] [ 63 ] [ 64 ] [ 65 ] [ 66 ] [ 67 ]         |
| № 6                       | н/д | 24,4 × 7,6 | 3,5 | Смелянская верфь | Сведений о корабельных мастерах, построивших суда, не сохранилось.                                                      | 1788 | н/д  | Сведений о плаваниях не сохранилось. | [ 35 ]                                                          |
| Магнит                    | Сведений о вооружении, размерах и месте постройки бригантины не сохранилось                                             | Сведений о вооружении, размерах и месте постройки бригантины не сохранилось                                             | Сведений о вооружении, размерах и месте постройки бригантины не сохранилось                                             | Сведений о вооружении, размерах и месте постройки бригантины не сохранилось                                             | Сведений о корабельных мастерах, построивших суда, не сохранилось.                                                      | н/д  | н/д  | С 1791 по 1795 год выходила в плавания в Чёрное море, а также ходила в Константинополь. | [ 68 ]                                                          |
| 4 бригантины без названий | 8 | 23,2 × 6,2 | 2,3 | на Днепре | Сведений о корабельных мастерах, построивших суда, не сохранилось.                                                      | 1789 | н/д  | Сведений о плаваниях не сохранилось. | [ 35 ]                                                          |
| № 1                       | 8 | 21 × 5,9 | 2,1 | Секеринская верфь | Беляев | 1789 | 1799 | Принимала участие русско-турецкой войне 1787—1791 годов, в том числе в сражении при Калиакрии. В 1792 году совершала плавания между Севастополем и Херсоном, а в 1795 году несла брандвахтенную службу у Феодосии. В 1797 году выходила в крейсерские плавания между Евпаторией и Тендрой, после чего несла брандвахту в Евпатории. В ночь на 2 (13) ноября 1799 года сильным ветром была сорвана с якорей, выброшена на рифы и разбилась. | [ 35 ] [ 46 ] [ 50 ] [ 69 ] [ 70 ] [ 71 ] [ 72 ] [ 73 ]         |
| № 2                       | 8 | 21 × 5,9 | 2,1 | Секеринская верфь | Беляев | 1790 | н/д  | В 1792 году совершала плавания между Севастополем и Николаевом, после чего использовалась для перевозки пленных из Николаева в Синоп. В 1793 и 1794 годах ходила между Николаевом и Константинополем. В 1795 и 1796 годах выходила в плавания в Чёрном море. | [ 50 ] [ 74 ] [ 75 ] [ 76 ]                                     |
| № 3                       | 8 | 21 × 5,9 | 2,1 | Секеринская верфь | Беляев | 1790 | н/д  | С 1793 по 1798 год совершала плавания в Чёрном море. | [ 50 ] [ 74 ] [ 44 ]                                            |
| Благовещение              | 12/16 | 27,5 × 8,5 | 2,6 | Херсонская верфь | Константинопуло | 1790 | н/д  | Принимала участие в русско-турецкой войне 1787—1791 годов, в том числе в действиях гребной флотилии в Днепровском лимане, в осаде и взятии крепости Браилов. Ежегодно с 1792 по 1797 год выходила в практические плавания в Днепровский лиман и Чёрное море в составе гребной эскадры, а также ходила между Николаевом и Одессой. Принимала участие в войне с Францией 1798—1800 годов, на бригантине осуществлялась доставка войск из Севастополя и Одессы в Корфу. | [ 35 ] [ 50 ] [ 77 ] [ 78 ] [ 79 ]                              |
| Дмитрий                   | 6 | 19,5 × 6,7 | 3,4 | Кременчугская верфь | Торошилов | 1790 | 1805 | Ежегодно с 1794 по 1797 год выходила в практические плавания в Днепровский лиман и Чёрное море в составе гребной эскадры. С 1798 по 1800 и 1803 по 1805 год несла брандвахтенную службу в Николаеве, где и была разобрана. | [ 50 ] [ 77 ] [ 80 ] [ 81 ] [ 82 ]                              |
| Иосиф                     | 10 | 24,4 × 7,8 | 3,5 | Кременчугская верфь | Сведений о корабельном мастере, построившем судно, не сохранилось.                                                      | 1790 | н/д  | Сведений о плаваниях не сохранилось | [ 50 ] [ 80 ]                                                   |
| Мокей                     | 10 | 24,1 × 7,3 | 3,1 | Кременчугская верфь | Торошилов | 1790 | н/д  | В 1797 по 1798 годах выходила в практические плавания в Днепровский лиман и Чёрное море в составе гребной эскадры. В 1799 году совершала плавания между черноморскими портами для практики кадет и штурманских учеников. В 1800 и 1802 годах несла брандвахтенную службу у Очакова. В 1801 году обеспечивала проводку новопостроенных кораблей между Глубокой Пристанью и Очаковом. В 1803 и 1805 годах ходила по портам Чёрного моря. В 1804 году доставила из Николаева в Корфу провиант для русских войск и вернулась обратно.                                                                                          | [ 50 ] [ 77 ] [ 80 ] [ 83 ] [ 84 ] [ 85 ]                       |
| Никодим                   | 6 | 21 × 6,2 | 3,5 | Кременчугская верфь | Торошилов | 1790 | 1804 | В 1792 и 1793 годах несла брандвахтенную службу у Очакова, а в 1794 году — у Гаджибея. Ежегодно с 1795 по 1797 год выходила в практические плавания в Днепровский лиман и Чёрное море в составе гребной эскадры. В 1798 и 1799 годах выходила в крейсерские плавания в Чёрное море. По окончании службы разобрана в Николаеве. | [ 50 ] [ 77 ] [ 80 ] [ 86 ] [ 87 ] [ 88 ]                       |
| Таганрогская              | 8 | 21 × 5,9 | 2,1 | Таганрогская верфь | Фурсов | 1790 | н/д  | В 1792 и 1795 годах несла брандвахтенную службу в Евпатории, а с 1796 по 1803 год — в Феодосии. В марте и апреле 1798 года выходила в крейсерство между Феодосией и Керченским проливом. | [ 50 ] [ 77 ] [ 80 ] [ 89 ] [ 90 ]                              |
| Алексей                   | 8 | 24,4 × 7,6 | 3,5 | Таганрогская верфь | И. Иванов | 1791 | н/д  | В 1797 и 1798 годах несла брандвахтенную службу в Николаеве и выходила в практические плавания в Чёрное море. Принимала участие в войне с Францией 1798—1800 годов, в том числе в доставке войск в Корфу и Отранто. В 1801 году совершала плавания между Николаевом и Константинополем. В 1802 году несла брандвахтенную службу в Одессе, а в 1803 году — в Николаеве. С 1804 по 1806 год использовалась для крейсерских плаваний в Чёрном море. В 1807 году была переоборудована в бриг. | [ 50 ] [ 80 ] [ 91 ] [ 92 ] [ 93 ] [ 94 ]                       |
| Лев                       | 8 | 24,4 × 7,6 | 3,5 | Таганрогская верфь | И. Иванов | 1791 | 1800 | Сведений о плаваниях не сохранилось. Разобрана в 1800 году. | [ 50 ] [ 80 ] [ 91 ]                                            |
| Илларион                  | 10 | 26,5 × 6,4 | 2,7 | на Днепре | Нефедьев | 1792 | н/д  | Ежегодно с 1793 по 1798 год выходила в практические плавания в Днепровский лиман и Чёрное море. Принимала участие в войне с Францией 1798—1800 годов, в том числе в доставке войск из Николаева в Корфу, а затем в Отранто. В 1804 году совершала плавания между Одессой и Николаевом, а 1805 году несла брандвахтенную службу в Севастополе. | [ 50 ] [ 80 ] [ 95 ] [ 96 ] [ 97 ]                              |
| Новокупленная             | Сведений о вооружении и размерах бригантины не сохранилось                                                              | Сведений о вооружении и размерах бригантины не сохранилось                                                              | Сведений о вооружении и размерах бригантины не сохранилось                                                              | куплена в Херсоне | куплена в Херсоне | 1798 | н/д  | Принимала участие в войне с Францией 1798—1800 годов. В 1798 году находилась при эскадре вице-адмирала Ф. Ф. Ушакова и несла брандвахтенную службу у острова Святой Мавры. Весной 1799 года на бригантине был доставлен в Анкону пленный французский генерал Луи Франсуа Жан Шабо, а в мае и июне того же года судно принимало участие в блокаде Анконы. | [ 36 ] [ 59 ]                                                   |
| Александр                 | Сведений о вооружении, размерах и месте постройки бригантин, а также корабельных мастерах их построивших не сохранилось | Сведений о вооружении, размерах и месте постройки бригантин, а также корабельных мастерах их построивших не сохранилось | Сведений о вооружении, размерах и месте постройки бригантин, а также корабельных мастерах их построивших не сохранилось | Сведений о вооружении, размерах и месте постройки бригантин, а также корабельных мастерах их построивших не сохранилось | Сведений о вооружении, размерах и месте постройки бригантин, а также корабельных мастерах их построивших не сохранилось | 1804 | н/д  | Сведений о плаваниях судов не сохранилось | [ 59 ] [ 98 ]                                                   |
| Елизавета                 | Сведений о вооружении, размерах и месте постройки бригантин, а также корабельных мастерах их построивших не сохранилось | Сведений о вооружении, размерах и месте постройки бригантин, а также корабельных мастерах их построивших не сохранилось | Сведений о вооружении, размерах и месте постройки бригантин, а также корабельных мастерах их построивших не сохранилось | Сведений о вооружении, размерах и месте постройки бригантин, а также корабельных мастерах их построивших не сохранилось | Сведений о вооружении, размерах и месте постройки бригантин, а также корабельных мастерах их построивших не сохранилось | 1804 | н/д  | Сведений о плаваниях судов не сохранилось | [ 59 ] [ 98 ]                                                   |
| Буг                       | Сведений о вооружении, размерах и месте постройки бригантин, а также корабельных мастерах их построивших не сохранилось | Сведений о вооружении, размерах и месте постройки бригантин, а также корабельных мастерах их построивших не сохранилось | Сведений о вооружении, размерах и месте постройки бригантин, а также корабельных мастерах их построивших не сохранилось | Сведений о вооружении, размерах и месте постройки бригантин, а также корабельных мастерах их построивших не сохранилось | Сведений о вооружении, размерах и месте постройки бригантин, а также корабельных мастерах их построивших не сохранилось | 1805 | н/д  | Использовались для грузовых перевозок между черноморскими портами. | [ 36 ] [ 59 ] [ 80 ]                                            |
| Ингул                     | Сведений о вооружении, размерах и месте постройки бригантин, а также корабельных мастерах их построивших не сохранилось | Сведений о вооружении, размерах и месте постройки бригантин, а также корабельных мастерах их построивших не сохранилось | Сведений о вооружении, размерах и месте постройки бригантин, а также корабельных мастерах их построивших не сохранилось | Сведений о вооружении, размерах и месте постройки бригантин, а также корабельных мастерах их построивших не сохранилось | Сведений о вооружении, размерах и месте постройки бригантин, а также корабельных мастерах их построивших не сохранилось | 1805 | н/д  | Использовались для грузовых перевозок между черноморскими портами. | [ 36 ] [ 59 ] [ 80 ] [ 99 ]                                     |
| Ингулец                   | Сведений о вооружении, размерах и месте постройки бригантин, а также корабельных мастерах их построивших не сохранилось | Сведений о вооружении, размерах и месте постройки бригантин, а также корабельных мастерах их построивших не сохранилось | Сведений о вооружении, размерах и месте постройки бригантин, а также корабельных мастерах их построивших не сохранилось | Сведений о вооружении, размерах и месте постройки бригантин, а также корабельных мастерах их построивших не сохранилось | Сведений о вооружении, размерах и месте постройки бригантин, а также корабельных мастерах их построивших не сохранилось | 1805 | н/д  | Использовались для грузовых перевозок между черноморскими портами. | [ 36 ] [ 59 ] [ 80 ]                                            |
| Кубань                    | Сведений о вооружении, размерах и месте постройки бригантин, а также корабельных мастерах их построивших не сохранилось | Сведений о вооружении, размерах и месте постройки бригантин, а также корабельных мастерах их построивших не сохранилось | Сведений о вооружении, размерах и месте постройки бригантин, а также корабельных мастерах их построивших не сохранилось | Сведений о вооружении, размерах и месте постройки бригантин, а также корабельных мастерах их построивших не сохранилось | Сведений о вооружении, размерах и месте постройки бригантин, а также корабельных мастерах их построивших не сохранилось | 1805 | н/д  | Использовались для грузовых перевозок между черноморскими портами. | [ 36 ] [ 59 ] [ 80 ] [ 100 ] [ 101 ]                            |
| Тилигул                   | Сведений о вооружении, размерах и месте постройки бригантин, а также корабельных мастерах их построивших не сохранилось | Сведений о вооружении, размерах и месте постройки бригантин, а также корабельных мастерах их построивших не сохранилось | Сведений о вооружении, размерах и месте постройки бригантин, а также корабельных мастерах их построивших не сохранилось | Сведений о вооружении, размерах и месте постройки бригантин, а также корабельных мастерах их построивших не сохранилось | Сведений о вооружении, размерах и месте постройки бригантин, а также корабельных мастерах их построивших не сохранилось | 1805 | н/д  | Использовались для грузовых перевозок между черноморскими портами. | [ 36 ] [ 59 ] [ 80 ]                                            |
| Язон                      | Сведений о вооружении, размерах и месте постройки бригантин, а также корабельных мастерах их построивших не сохранилось | Сведений о вооружении, размерах и месте постройки бригантин, а также корабельных мастерах их построивших не сохранилось | Сведений о вооружении, размерах и месте постройки бригантин, а также корабельных мастерах их построивших не сохранилось | Сведений о вооружении, размерах и месте постройки бригантин, а также корабельных мастерах их построивших не сохранилось | Сведений о вооружении, размерах и месте постройки бригантин, а также корабельных мастерах их построивших не сохранилось | 1805 | н/д  | Сведений о плаваниях не сохранилось. | [ 59 ] [ 80 ]                                                   |
| Николай                   | Сведений о вооружении, размерах и месте постройки бригантин, а также корабельных мастерах их построивших не сохранилось | Сведений о вооружении, размерах и месте постройки бригантин, а также корабельных мастерах их построивших не сохранилось | Сведений о вооружении, размерах и месте постройки бригантин, а также корабельных мастерах их построивших не сохранилось | Сведений о вооружении, размерах и месте постройки бригантин, а также корабельных мастерах их построивших не сохранилось | Сведений о вооружении, размерах и месте постройки бригантин, а также корабельных мастерах их построивших не сохранилось | 1806 | н/д  | Принимала участие в русско-турецкой войне 1806—1812 годов, в том числе в действиях флота у Анапы и Трапезунда. С 1813 по 1816 год несла брандвахтенную службу в Таганроге. В 1817 и 1818 годах ходила по Азовскому морю. В 1823 и 1824 годах использовалась для гидрографических работ в Днепровском лимане. | [ 36 ] [ 59 ] [ 102 ] [ 103 ] [ 104 ] [ 105 ]                   |
| Десна                     | Сведений о вооружении и размерах бригантин не сохранилось                                                               | Сведений о вооружении и размерах бригантин не сохранилось                                                               | Сведений о вооружении и размерах бригантин не сохранилось                                                               | Николаевское адмиралтейство                                                                                             | Сведений о корабельных мастерах, построивших суда, не сохранилось.                                                      | 1807 | н/д  | Использовались для грузовых перевозок между портами Чёрного моря. | [ 59 ] [ 95 ] [ 102 ] [ 100 ] [ 106 ]                           |
| Днестр                    | Сведений о вооружении и размерах бригантин не сохранилось                                                               | Сведений о вооружении и размерах бригантин не сохранилось                                                               | Сведений о вооружении и размерах бригантин не сохранилось                                                               | Николаевское адмиралтейство                                                                                             | Сведений о корабельных мастерах, построивших суда, не сохранилось.                                                      | 1807 | н/д  | Использовались для грузовых перевозок между портами Чёрного моря. | [ 59 ] [ 95 ] [ 102 ]                                           |
| Михаил                    | Сведений о вооружении, размерах и месте постройки бригантин, а также корабельных мастерах их построивших не сохранилось | Сведений о вооружении, размерах и месте постройки бригантин, а также корабельных мастерах их построивших не сохранилось | Сведений о вооружении, размерах и месте постройки бригантин, а также корабельных мастерах их построивших не сохранилось | Сведений о вооружении, размерах и месте постройки бригантин, а также корабельных мастерах их построивших не сохранилось | Сведений о вооружении, размерах и месте постройки бригантин, а также корабельных мастерах их построивших не сохранилось | 1807 | н/д  | Ежегодно с 1811 по 1815 год выходила в практические плавания в Чёрное и Азовское моря. С 1816 по 1818 год использовалась для практики гардемарин и штурманских учеников на Чёрном море. В 1819 и 1820 годах ходила между Николаевом и Измаилом, а в 1824 году использовалась для проводки через Днепровский лиман кораблей, построенных в Николаеве. | [ 36 ] [ 59 ] [ 102 ] [ 107 ] [ 108 ] [ 109 ] [ 110 ]           |
| Архангел Михаил           | Сведений о вооружении, размерах и месте постройки бригантин, а также корабельных мастерах их построивших не сохранилось | Сведений о вооружении, размерах и месте постройки бригантин, а также корабельных мастерах их построивших не сохранилось | Сведений о вооружении, размерах и месте постройки бригантин, а также корабельных мастерах их построивших не сохранилось | Сведений о вооружении, размерах и месте постройки бригантин, а также корабельных мастерах их построивших не сохранилось | Сведений о вооружении, размерах и месте постройки бригантин, а также корабельных мастерах их построивших не сохранилось | 1808 | 1811 | Сведений о плаваниях судна не сохранилось. Разбилась по пути из Галаца в Николаев 8 (20) сентября 1811 года у острова Березань. | [ 59 ] [ 102 ] [ 111 ] [ 112 ] [ 113 ]                          |
| Волга                     | Сведений о вооружении и размерах бригантин не сохранилось                                                               | Сведений о вооружении и размерах бригантин не сохранилось                                                               | Сведений о вооружении и размерах бригантин не сохранилось                                                               | Херсонская верфь | Сведений о корабельных мастерах, построивших суда, не сохранилось.                                                      | 1812 | н/д  | В 1820 году совершала плавания между Николаевом и Измаилом. С 1822 по 1825 год несла брандвахтенную службу в Одессе. | [ 59 ] [ 102 ] [ 111 ] [ 114 ] [ 115 ]                          |
| Клеопатра                 | Сведений о вооружении и размерах бригантин не сохранилось                                                               | Сведений о вооружении и размерах бригантин не сохранилось                                                               | Сведений о вооружении и размерах бригантин не сохранилось                                                               | Херсонская верфь | Сведений о корабельных мастерах, построивших суда, не сохранилось.                                                      | 1812 | н/д  | В 1813 и 1814 годах совершала плавания между Херсоном, Измаилом, Севастополем и Килией, а в 1815 году — между Николаевом и Килией. С 1817 по 1821 год находилась у Измаила и Килии на Дунае. | [ 59 ] [ 102 ] [ 111 ] [ 116 ] [ 117 ]                          |
| Сухум                     | Сведений о вооружении, размерах и месте постройки бригантины, а также корабельном мастере её построившем не сохранилось | Сведений о вооружении, размерах и месте постройки бригантины, а также корабельном мастере её построившем не сохранилось | Сведений о вооружении, размерах и месте постройки бригантины, а также корабельном мастере её построившем не сохранилось | Сведений о вооружении, размерах и месте постройки бригантины, а также корабельном мастере её построившем не сохранилось | Сведений о вооружении, размерах и месте постройки бригантины, а также корабельном мастере её построившем не сохранилось | 1812 | 1821 | С 1814 по 1821 год использовалась для перевозки грузов между портами Чёрного и Азовского морей. 23 сентября (5 октября) 1821 года по пути из Севастополя в Николаев была выброшена на мель в районе Сулинского гирла Дуная и через 3 недели затонула. | [ 59 ] [ 36 ] [ 102 ] [ 118 ] [ 119 ] [ 120 ] [ 121 ] [ 122 ]   |
| Килия                     | Сведений о вооружении и размерах бригантин не сохранилось                                                               | Сведений о вооружении и размерах бригантин не сохранилось                                                               | Сведений о вооружении и размерах бригантин не сохранилось                                                               | Николаевское адмиралтейство                                                                                             | Сведений о корабельных мастерах, построивших суда, не сохранилось.                                                      | 1813 | 1818 | С 1813 по 1818 год совершала плавания между портами Чёрного моря. 13 (25) октября 1818 года разбилась у румелийского берега в районе Мидии. | [ 59 ] [ 102 ] [ 111 ] [ 123 ] [ 124 ] [ 125 ]                  |
| Мария Магдалина           | Сведений о вооружении и размерах бригантин не сохранилось                                                               | Сведений о вооружении и размерах бригантин не сохранилось                                                               | Сведений о вооружении и размерах бригантин не сохранилось                                                               | Херсонская верфь | Сведений о корабельных мастерах, построивших суда, не сохранилось.                                                      | 1814 | н/д  | В 1815 году совершала плавания между Херсоном, Измаилом и Килией. С 1816 по 1819 год использовалась для грузовых перевозок портами Чёрного моря. | [ 59 ] [ 102 ] [ 111 ] [ 126 ] [ 127 ]                          |
| Иль Фортунато             | н/д | 22,6 x 7,8 | 2,5 | Сведений о месте постройки и корабельных мастерах, построивших суда не сохранилось                                      | Сведений о месте постройки и корабельных мастерах, построивших суда не сохранилось                                      | 1821 | н/д  | В 1821 и 1822 годах совершала плавания между портами Чёрного и Азовского морей. В 1824 году несла брандвахтенную службу в Севастополе, а в 1825 году и с 1831 по 1833 год — в Керчи. | [ 36 ] [ 59 ] [ 102 ] [ 107 ] [ 128 ] [ 129 ] [ 130 ]           |
| Трёх Святителей           | н/д | 23,8 x 8,2 | 2,7 | Сведений о месте постройки и корабельных мастерах, построивших суда не сохранилось                                      | Сведений о месте постройки и корабельных мастерах, построивших суда не сохранилось                                      | 1821 | 1822 | В 1822 подверглась тимберовке, в том же году совершала плавания между Николаевом и устьем Дуная. 7 (19) октября 1822 года затонула села на мель у мыса Балабан. Экипаж и груз удалось спасти, а судно было в впоследствии разобрано. | [ 36 ] [ 59 ] [ 102 ] [ 131 ] [ 132 ] [ 133 ]                   |
| Елисавета                 | 6/14 | 24 x 7,6 | 3,4 | Севастопольское адмиралтейство                                                                                          | И. Я. Осминин | 1824 | 1840 | В 1825 году принимала участие в гидрографических работах в Днепровском лимане. В 1826 и 1827 годах несла брандвахтенную службу в Сухум-Кале. Принимала участие в русско-турецкой войне 1828—1829 годов, в том числе в блокаде Анапы, действиях флота у Варны, высадке десанта у Инады и крейсерских плаваниях. В 1830 году несла брандвахтенную службу в Бургасе, а с 1833 по 1839 год — в Одессе. В 1832 году выходила в крейсерские плавания к берегам Абхазии. В 1840 году была переоборудована в блокшив. | [ 102 ] [ 134 ] [ 135 ] [ 136 ] [ 137 ] [ 138 ]                 |
| Надежда                   | Сведений о вооружении, размерах и месте постройки бригантины, а также корабельном мастере её построившем не сохранилось | Сведений о вооружении, размерах и месте постройки бригантины, а также корабельном мастере её построившем не сохранилось | Сведений о вооружении, размерах и месте постройки бригантины, а также корабельном мастере её построившем не сохранилось | Сведений о вооружении, размерах и месте постройки бригантины, а также корабельном мастере её построившем не сохранилось | Сведений о вооружении, размерах и месте постройки бригантины, а также корабельном мастере её построившем не сохранилось | 1825 | н/д  | Сведений о плаваниях не сохранилось. | [ 102 ]                                                         |
| Нарцисс                   | 10 | 24,7 x 7,7 | 3,4 | Севастопольское адмиралтейство                                                                                          | И. Я. Осминин | 1829 | 1841 | В 1830 году выходила в крейсерские плавания к берегам Кавказа. В 1831 году стояла в Севастополе. В 1832 году во время крейсерского плавания кавказского побережья, сильным ветром была выброшена на отмель у Анапы, однако в дальнейшем снята и исправлена. В 1834 году совершала плавания между Севастополем и Николаевом, а с 1835 по 1839 год вновь находилась в крейсерских плаваниях у берегов Кавказа, в том числе 4 (16) октября 1836 вела бой с отрядом из 7 галер горцев, которые пытались взять её на абордаж. В 1840 году несла брандвахтенную службу в Севастополе, а 1841 году — перечислена в ластовые суда. | [ 102 ] [ 135 ] [ 139 ] [ 140 ] [ 141 ] [ 142 ] [ 143 ] [ 144 ] |

Помимо приведённых в таблице судов в книге Ф. Ф. Веселаго «Список русских военных судов с 1668 по 1860 год» есть упоминания о трофейной 10-пушечной турецкой бригантине, захваченной в 1790 году эскадрой контр-адмирала Ф. Ф. Ушакова между Тендрой и Гаджибеем, а также об одной безымянной бригантине и бригантине «Ла Мерит», захваченных у французов в 1799 году соединенным русско-турецким флотом под командованием вице-адмирала Ф. Ф. Ушакова в районе Корфу . Однако сведений о дальнейшей судьбе этих судов, а также данных о включении их в состав российского флота не сохранилось.

## Бригантины Азовской флотилии
В разделе приведены бригантины, входившие в состав Азовской флотилии России. Сведений о размерах и вооружении азовских бригантин не сохранилось.
| Наименование | Верфь             | Мастер                                                             | Вх.       | Вых. | История службы | Прим.                  |
| ------------ | ----------------- | ------------------------------------------------------------------ | --------- | ---- | --- | ---------------------- |
| 60 бригантин | Воронежская верфь | Н. Лихудьев и Я. Моро                                              | 1697—1699 | н/д  | В мае 1699 года 13 из 60-ти бригантин совершили переход из Воронежа в Азов. Сведений о плаваниях остальных судов не сохранилось.                                                                                   | [ 2 ] [ 35 ] [ 42 ]    |
| Гусь         | Воронежская верфь | Сведений о корабельных мастерах, построивших суда, не сохранилось. | 1708      | 1716 | Принимали участие в русско-турецкой войне 1710—1713 годов, в том числе для поиска и преследования неприятельских судов. После передачи Таганрога и Азова Турции ушли Черкасск. По окончании службы были разобраны. | [ 42 ] [ 146 ] [ 147 ] |
| Лебедь       | Воронежская верфь | Сведений о корабельных мастерах, построивших суда, не сохранилось. | 1708      | 1716 | Принимали участие в русско-турецкой войне 1710—1713 годов, в том числе для поиска и преследования неприятельских судов. После передачи Таганрога и Азова Турции ушли Черкасск. По окончании службы были разобраны. | [ 42 ] [ 146 ] [ 17 ]  |

## Бригантины Днепровской флотилии
В разделе приведены бригантины, входившие в состав Днепровской флотилии России. Сведений о размерах днепровских бригантин и построивших их корабельных мастерах не сохранилось.
| Наименование | Ор. | Место постройки | Вх.  | Вых. | История службы                                             | Прим.                 |
| ------------ | --- | --------------- | ---- | ---- | ---------------------------------------------------------- | --------------------- |
| 20 бригантин | 4   | Брянская верфь  | 1738 | 1739 | Принимали участие в русско-турецкой войне 1735—1739 годов. | [ 12 ] [ 35 ] [ 148 ] |

## Бригантина Беломорской флотилии
В разделе приведена бригантина, входившая в состав Беломорской флотилии России. Сведений о вооружении и конструкции беломорской бригантины, а также о построившем её корабельном мастере не сохранилось.
| Наименование                | Место постройки     | Вх.  | Вых. | История службы                                                    | Прим.           |
| --------------------------- | ------------------- | ---- | ---- | ----------------------------------------------------------------- | --------------- |
| Наименование не установлено | Соломбальская верфь | 1788 | 1805 | Сведений о плаваниях не сохранилось. Разбилась на Онежском озере. | [ 149 ] [ 150 ] |

## Бригантины Каспийской флотилии
В разделе приведены бригантины, входившие в состав Каспийской флотилии России. Сведений о вооружении каспийских бригантин, построивших их корабельных мастерах и времени вывода из состава флота не сохранилось.
| Наименование | Размер                                       | Осадка                                       | Место постройки | Вх.  | История службы | Прим.                          |
| ------------ | -------------------------------------------- | -------------------------------------------- | --------------- | ---- | --- | ------------------------------ |
| 3 бригантины | Сведений о размерах бригантин не сохранилось | Сведений о размерах бригантин не сохранилось | Казанская верфь | 1715 | Сведений о плаваниях судов не сохранилось. | [ 12 ] [ 151 ] [ 152 ]         |
| Без названия | 16,1 × 4,7                                   | 1,5                                          | Казанская верфь | 1717 | Принимала участие в работах по описи Каспийского моря. | [ 12 ] [ 151 ] [ 152 ]         |
| Победа       | Сведений о размерах бригантин не сохранилось | Сведений о размерах бригантин не сохранилось | Казанская верфь | 1794 | В 1794 году перешла с верфей в Астрахань. Ежегодно с 1795 по 1800 год выходила в плавания в Каспийское море. В феврале 1800 года принимала участие в бомбардировке Баку.  | [ 95 ] [ 153 ] [ 154 ] [ 155 ] |
| Слава        | Сведений о размерах бригантин не сохранилось | Сведений о размерах бригантин не сохранилось | Казанская верфь | 1794 | В 1794 году перешла с верфей в Астрахань. Ежегодно с 1796 по 1798 год выходила в плавания в Каспийское море к берегам Персии. В 1799 и 1800 годах находилась в Астрахани. | [ 95 ] [ 156 ] [ 157 ] [ 158 ] |

## Бригантины Сибирской флотилии
В разделе приведены бригантины, входившие в состав Сибирской флотилии России. Сведений о вооружении сибирских бригантин не сохранилось.
| Наименование              | Размер                                       | Осадка                                       | место постройки | Мастер                                                             | Вх.  | Вых. | История службы | Прим.                                           |
| ------------------------- | -------------------------------------------- | -------------------------------------------- | --------------- | ------------------------------------------------------------------ | ---- | ---- | --- | ----------------------------------------------- |
| Архангел Михаил           | 18,3 × 5,5                                   | 2,3                                          | Охотская верфь  | М. Ругачёв и А. И. Кузьмин                                         | 1737 | 1753 | Принимала участие в во Второй Камчатской экспедиции М. П. Шпанберга. После экспедиции использовалась для грузовых перевозок между портами Охотского моря. Разбилась у берегов Камчатки в 1753 году по пути из Охотска в Гижигу.                                                                                                | [ 159 ] [ 160 ] [ 161 ] [ 162 ] [ 163 ]         |
| Святая Елисавета          | Сведений о размерах бригантин не сохранилось | Сведений о размерах бригантин не сохранилось | Охотская верфь  | Захаров                                                            | 1760 | 1767 | В 1761 году на судне велась опись берегов Пенжинской и Гижигинской губ. С 1763 по 1767 год использовалась для грузовых перевозок между портами Охотского моря. 20 (31) октября 1767 года разбилась в районе устья Морешечная. По другим данным служила до 1788 года и по окончании службы была разобрана в Охотске.            | [ 29 ] [ 160 ] [ 161 ] [ 164 ] [ 165 ]          |
| Святая Екатерина          | Сведений о размерах бригантин не сохранилось | Сведений о размерах бригантин не сохранилось | Охотская верфь  | Мошницкий                                                          | 1766 | 1766 | Была построена специально для экспедиции П. К. Креницына и М. Д. Левашова. 25 октября (5 ноября) 1766 года разбилась у Большерецка в районе устья реки Утки. | [ 29 ] [ 160 ] [ 161 ] [ 166 ] [ 167 ] [ 168 ]  |
| Святой Павел              | Сведений о размерах бригантин не сохранилось | Сведений о размерах бригантин не сохранилось | Охотская верфь  | Сведений о корабельном мастере, построившем судно, не сохранилось. | 1775 | 1789 | С 1755 по 1788 год использовалась для грузовых перевозок между портами Охотского моря. По окончании службы разобрана в Охотске. | [ 29 ] [ 160 ] [ 161 ]                          |
| Наталия                   | Сведений о размерах бригантин не сохранилось | Сведений о размерах бригантин не сохранилось | Охотская верфь  | А. И. Кузьмин                                                      | 1775 | 1780 | В 1775 и 1776 годах использовалась для грузовых перевозок между портами Охотского моря. В 1777 году была передана в аренду купцу П. С. Лебедеву-Ласточкину для проведения исследования Курильских островов и налаживания торговых отношений с Японией. 18 (29) июня 1780 года разбилась у острова Уруп во время землетрясения. | [ 29 ] [ 160 ] [ 161 ] [ 169 ]                  |
| Надежда Благополучия      | Сведений о размерах бригантин не сохранилось | Сведений о размерах бригантин не сохранилось | Охотская верфь  | Сведений о корабельном мастере, построившем судно, не сохранилось. | 1779 | 1782 | С 1779 по 1782 год использовалась для грузовых перевозок между портами Охотского моря. В 1782 году пропала без вести в Охотском море. Через 2 года выяснилось, что судно разбилось в районе одного из Курильских островов. | [ 29 ] [ 160 ] [ 161 ] [ 170 ]                  |
| Святая Екатерина          | Сведений о размерах бригантин не сохранилось | Сведений о размерах бригантин не сохранилось | Охотская верфь  | А. И. Кузьмин                                                      | 1789 | 1809 | В 1792—1793 годах совершила плавание в Японию и доставил в Хакодате первого русского посланника А. Э. Лаксмана. С 1794 по 1809 год использовалась для грузовых перевозок между портами Охотского моря. 14 (26) октября 1809 года была выброшена на мель в районе реки Большая и к концу месяца полностью разбита волнами.      | [ 77 ] [ 113 ] [ 160 ] [ 161 ]                  |
| Обновление Храма России   | Сведений о размерах бригантин не сохранилось | Сведений о размерах бригантин не сохранилось | Нижнекамчатск   | Сведений о корабельном мастере, построившем судно, не сохранилось. | 1789 | 1796 | С 1790 по 1796 год использовалась для грузовых перевозок между портами Охотского моря. Разбилась на Большерецком рейде. | [ 77 ] [ 160 ] [ 171 ]                          |
| Константин и Елена        | 17,7                                         | 3,5                                          | Охотская верфь  | А. И. Кузьмин                                                      | 1796 | 1805 | С 1796 по 1805 год использовалась для грузовых перевозок между портами Охотского моря. В 1805 году переоборудована в блокшив. | [ 95 ] [ 160 ] [ 171 ]                          |
| Святой Феодосий Тотемский | Сведений о размерах бригантин не сохранилось | Сведений о размерах бригантин не сохранилось | Охотская верфь  | Б. И. Вашуткин и Попов                                             | 1801 | 1811 | С 1802 по 1811 год использовалась для грузовых перевозок между портами Охотского моря. 5 (17) сентября 1811 года разбилась в Первом Курильском проливе. | [ 64 ] [ 95 ] [ 160 ] [ 171 ] [ 172 ]           |
| Охотск                    | Сведений о размерах бригантин не сохранилось | Сведений о размерах бригантин не сохранилось | Охотская верфь  | Сведений о корабельных мастерах, построивших суда, не сохранилось. | 1805 | 1806 | Сведений о плаваниях не сохранилось. Разбилась 30 октября (11 ноября) 1806 года в районе Первого Курильского острова. | [ 160 ]                                         |
| Святой Иоанн              | Сведений о размерах бригантин не сохранилось | Сведений о размерах бригантин не сохранилось | Охотская верфь  | Сведений о корабельных мастерах, построивших суда, не сохранилось. | 1807 | 1819 | С 1808 по 1819 год использовалась для грузовых перевозок между портами Охотского моря. 2 (14) июня 1819 года на подходах к устью Камчатки льдами вынесена на отмель, где и была оставлена. | [ 95 ] [ 160 ] [ 171 ] [ 173 ] [ 174 ]          |
| Святой Павел              | Сведений о размерах бригантин не сохранилось | Сведений о размерах бригантин не сохранилось | Охотская верфь  | Сведений о корабельных мастерах, построивших суда, не сохранилось. | 1808 | 1822 | С 1809 по 1822 год использовалась для грузовых перевозок между портами Охотского моря. 6 (18) сентября 1822 года из-за ошибок счисления была выброшена на берег и разбилась в устье реки Гарманды. | [ 132 ] [ 171 ] [ 175 ] [ 176 ] [ 172 ] [ 177 ] |
| Дионисий                  | Сведений о размерах бригантин не сохранилось | Сведений о размерах бригантин не сохранилось | Охотская верфь  | Васильев                                                           | 1810 | 1832 | С 1811 по 1828 год использовалась для грузовых перевозок между портами Охотского моря. По окончании службы разобрана в Охотске. | [ 111 ] [ 171 ] [ 175 ] [ 178 ] [ 179 ] [ 180 ] |

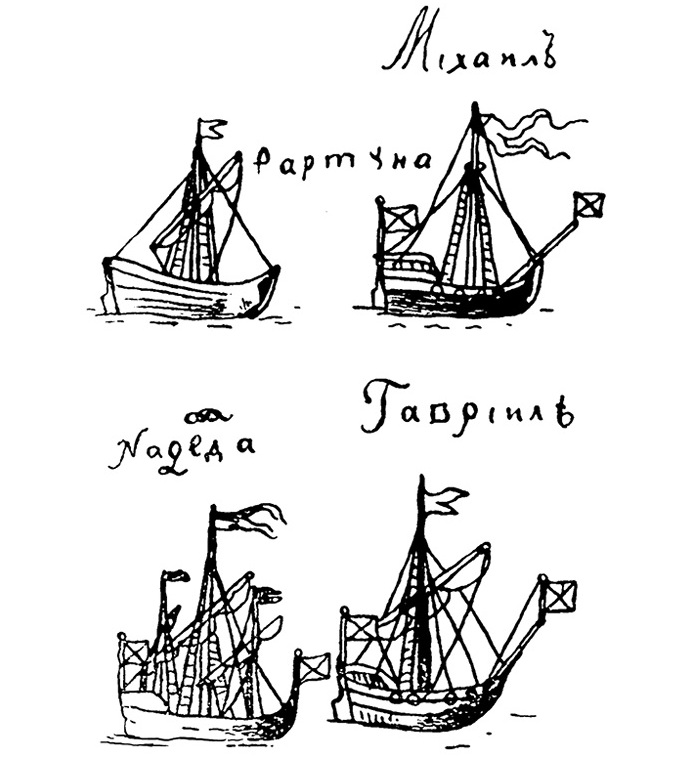
Суда, построенные на охотских верфях Второй Камчатской экспедиции. Рисунок М. П. Шпанберга

### Комментарии
1. ↑  Так называемые русские бригантины или бригантины русского типа, в отличие от итальянских бригантин.
2. 1 2  Точное наименование верфи не установлено.
3. 1 2  Бригантины № 1 и «Славолюбивая» строились по одному проекту, тип «Номерная». При этом «Славолюбивая» при спуске на воду носила наименование № 2.
4. ↑  3-фунтовые пушки.
5. ↑  Шесть 12-фунтовых пушек и десять 3-фунтовых фальконетов.
6. ↑  По чертежам контр-адмирала графа Мадзини.
7. 1 2 3 4 5 6  Дата постройки неизвестна, указан год покупки судна для нужд флота.
8. 1 2 3 4 5  Точное место постройки не установлено.
9. ↑  Или «Святой Павел».
10. ↑  Или «Святой Пётр».
11. ↑  Или «Святой Иосиф».
12. 1 2  Или «Святой Николай».
13. ↑  Или «Святой Тимофей».
14. ↑  Или «Святой Фома».
15. 1 2 3  Бригантины № 1, № 2 и № 3 строились по одному проекту, тип «Номерная».
16. ↑  Или «Благовещение Господне».
17. ↑  16-фунтовые пушки.
18. ↑  Или «Святой Дмитрий».
19. ↑  Или «Святой Мокей».
20. ↑  Или № 5.
21. ↑  Или «Таганрог».
22. 1 2  Бригантины «Алексей» и «Лев» строились по одному проекту, тип «Алексей». Бригантина «Алексей» в некоторых документов также именовалась «Святым Алексеем».
23. ↑  Также «Иларион» или «Ларион».
24. ↑  Точное время постройки не установлено, указан предполагаемый год постройки.
25. ↑  Или «Иль-Фортунат».
26. ↑  Указан год приобретения бригантины для нужд флота. Построена в 1817 году.
27. ↑  Или «Три Святителя».
28. ↑  Указан год приобретения бригантины для нужд флота. Построена в 1818 году.
29. 1 2  Бригантины «Гусь» и «Лебедь» строились по одному проекту, разработанному Петром I, тип «Гусь».
30. ↑  Даты постройки судов точно не установлены, указан вероятный год постройки.
31. 1 2  Бригантины «Победа» и «Слава» строились по одному проекту, тип «Победа». Бригантина «Победа» в некоторых документах также именовалась бригантиной № 1, а «Слава» — бригантиной № 2.
32. ↑  Или «Михаил». Бригантина несла парусное вооружение тендера.
33. ↑  Или «Елисавета».
34. ↑  По другим данным 1788 год.
35. ↑  По другим данным 1774 год.
36. ↑  По другим данным 1806 год.
37. ↑  Или «Обновленные храмы России».
38. ↑  Длина по килю.
39. ↑  Или «Святой Феодосий».